# Badminton-Bundesliga 2000/01
Die Badminton-Bundesligasaison 2000/2001 bestand aus einer einfachen Vorrunde im Modus „Jeder-gegen-jeden“ und einer darauffolgenden Meister- und Abstiegsrunde mit Hin- und Rückspiel mit fünf bzw. vier Mannschaften. Meister wurde der BC Eintracht Südring Berlin. Absteigen musste der RTV/PSV Remscheid.

## Tabelle nach der Vorrunde
| Platz | Mannschaft                  | Sätze  | Spiele | Punkte |
| ----- | --------------------------- | ------ | ------ | ------ |
| 1.    | BC Eintracht Südring Berlin | 108:32 | 53:11  | 14:2   |
| 2.    | VfB Friedrichshafen         | 95:49  | 43:21  | 13:3   |
| 3.    | PSV Grün-Weiß Wiesbaden     | 91:51  | 42:22  | 13:3   |
| 4.    | SC Bayer 05 Uerdingen       | 80:60  | 37:27  | 10:6   |
| 5.    | FC Langenfeld               | 75:66  | 34:30  | 8:8    |
| 6.    | 1. BC Beuel                 | 69:74  | 32:32  | 6:10   |
| 7.    | TuS Wiebelskirchen          | 60:84  | 25:39  | 5:11   |
| 8.    | RTV/PSV Remscheid (N)       | 30:109 | 12:52  | 2:14   |
| 9.    | SG Anspach (N)              | 29:112 | 10:54  | 1:15   |

## Meisterrunde
| Platz | Verein | Spiele | Spielverhältnis | Punkte |
| ----- | --- | ------ | --------------- | ------ |
| 1     | BC Eintracht Südring Berlin (Vladislav Druzchenko, Rikard Magnusson, Torsten Ost, Jyri Aalto, Peter Axelsson, Jens Eriksen, Henrik Andersson, Bram Fernardin, Sebastian Schmidt, Kristof Hopp, Mikael Rosén, Catrine Bengtsson, Lotte Jonathans, Karina de Wit, Anja Weber, Margit Borg) | 8      | 38:26           | 12:4   |
| 2     | VfB Friedrichshafen (Niels Christian Kaldau, Xu Huaiwen, Lars Paaske, Nicol Pitro, Björn Siegemund, Claudia Vogelgsang, Ingo Kindervater, Bettina Mayer, Dennis Lens, Michael Fuchs, Peter Weinert, Falko Schmidt)                                                                       | 8      | 42:22           | 11:5   |
| 3     | SC Bayer 05 Uerdingen (Simon Archer, Judith Meulendijks, Rune Massing, Nicole Grether, Chris Bruil, Rikke Olsen, Colin Haughton, Silke Gabriel, Kenneth Jonassen, Christine Skropke, Stephan Kuhl, Kristof Hopp, André Bertko, Jürgen Arnold)                                            | 8      | 38:26           | 9:7    |
| 4     | PSV Grün-Weiß Wiesbaden | 8      | 34:30           | 8:8    |
| 5     | FC Langenfeld | 8      | 8:56            | 0:16   |

## Abstiegsrunde
| Platz | Verein                | Spiele | Spielverhältnis | Punkte |
| ----- | --------------------- | ------ | --------------- | ------ |
| 1     | TuS Wiebelskirchen    | 6      | 37:11           | 11:1   |
| 2     | 1. BC Beuel           | 6      | 35:13           | 9:3    |
| 3     | SG Anspach (N)        | 6      | 17:31           | 4:8    |
| 4     | RTV/PSV Remscheid (N) | 6      | 7:41            | 0:12   |